# El invierno del dibujante
El invierno del dibujante es una novela gráfica de Paco Roca, publicada originalmente en 2010 por Astiberri Ediciones .

## Trayectoria editorial
A diferencia de las obras previas de Paco Roca, ésta fue realizada directamente para el mercado español, empapándose para ello de material de época y bibliográfico (en especial los ensayos de Antoni Guiral), haciendo también un especial hincapié en la Barcelona de la época.
Su primera edición fue lanzada el 24 de noviembre de 2010 por Astiberri.

## Argumento
El invierno del dibujante narra la historia del abandono de la editorial Bruguera por cinco de sus dibujantes estrella (Guillermo Cifré, Carlos Conti, Escobar, Eugenio Giner y José Peñarroya) para fundar su revista "Tío Vivo" y su regreso a su antigua editorial tras su fracaso. Todo ello con una serie de saltos temporales.
Antes de ella, otro cómic, Los profesionales de Carlos Giménez, ya había abordado la historia de los creadores del tebeo, pero de un período posterior.

## Premios
El invierno del dibujante ganó los premios a Mejor Guion y Mejor Obra de Autor Español en el Salón del Cómic de Barcelona 2011.